# Мінчегурт
Мінчегу́рт (рос. Минчегурт) — присілок в Можгинському районі Удмуртії, Росія.
Урбаноніми:
- вулиці — Лісова

## Населення
Населення — 6 осіб (2010; 0 в 2002).